# اليمين ضد الحداثة

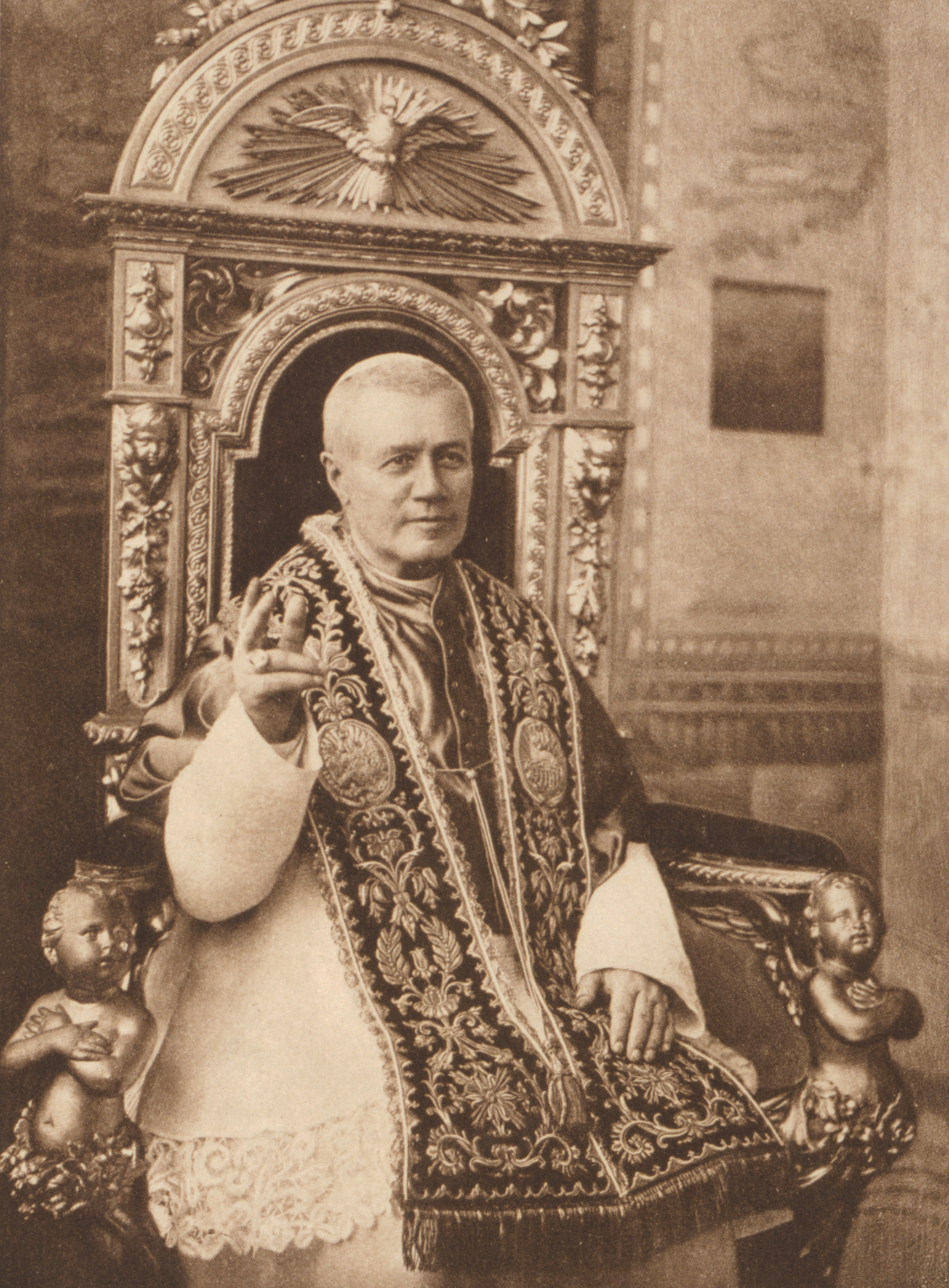

القسم أو اليمين ضد الحداثة هو مرسوم صدر من قبل البابا بيوس العاشر في 1 سبتمبر 1910 بعنوان: (Sacrorum antistitum). وكلف هذا المرسوم جميع رجال الدين والقساوسة والدعاة وزعماء الدين وأساتذة اللاهوت في الكنيسة الكاثوليكية بالموافقة والقسم عليه. وظل هذا القسم متخذاً حتى أعلن مجمع العقيدة والإيمان إلغاءه في يوليو عام 1967.